# Кућа народног хероја Момира Пуцаревића
Кућа народног хероја Момира Пуцаревића је грађевина која је саграђена током Другог светског рата. С обзиром да представља значајну историјску грађевину, проглашена је непокретним културним добром Републике Србије. Налази се у Дрмановићи, под заштитом је Завода за заштиту споменика културе Краљево.

## Историја
Кућа народног хероја Момира Пуцаревића (1918—1942) је саграђена почетком 20. века као новији тип скромне породичне куће нововарошког краја. Поред етнолошких вредности кућа има и меморијално-историјски карактер јер је у њој рођен народни херој нововарошког краја. Момир Пуцаревић као инжењер потпоручник је био у саставу војске Краљевине Југославије до 1941. године. Активно је учествовао у Народноослободилачким борбама народа Југославије од првих дана устанка. Погинуо је у борби за Ливно 6. јула 1942. У централни регистар је уписана 28. јуна 1983. под бројем СК 518, а у регистар Завода за заштиту споменика културе Краљево 13. јуна 1983. под бројем СК 137.